# Frank Niethammer
Frank Niethammer (* 7. April 1931 in Leipzig; † 25. Mai 2005 in Königstein im Taunus) war ein deutscher Wirtschaftsmanager.

## Leben
Niethammer besuchte die Volksschule in Kriebethal, die Oberrealschule Waldheim und das Realgymnasien in Osnabrück und Bad Sooden-Allendorf. Anschließend studierte er Rechtswissenschaften in Tübingen und Marburg. Danach war er Referendar in Hessen und Rheinland-Pfalz. Ab 1955 war er Assistent an der Philipps-Universität Marburg und promovierte 1958.
1958 begann er als Syndikus der Treuhand Vereinigung AG. 1960 wurde er stellvertretendes Vorstandsmitglied der Erdölwerke Frisia. 1963 wechselte er zu dem Bauunternehmen Wayss & Freytag.
Niethammer war zwischen 1966 und 1986 Vorstandsmitglied und danach bis 1991 Vorsitzender des Vorstandes der AGIV Aktiengesellschaft für Industrie- und Verkehrswesen in Frankfurt am Main. Von 1968 bis 1974 war er Mitglied des Vorstandes der Rinteln-Stadthagener Eisenbahn-Gesellschaft.
Von 1991 bis 2000 war er Präsident der Industrie- und Handelskammer Frankfurt am Main. 2001 wurde er zum Ehrenpräsident ernannt. Bis 2001 war er Vizepräsident des Deutschen Industrie- und Handelskammertags.
Er war Honorarkonsul der Republik Kamerun.

## Ehrungen
- 1996: Bundesverdienstkreuz 1. Klasse
- 2000: Wilhelm-Leuschner-Medaille des Landes Hessen
- 2001: Großes Bundesverdienstkreuz
- 2001: Ehrenplakette der Stadt Frankfurt am Main
- 2003: Verdienstorden des Freistaates Sachsen
- Ehrenplakette der IHK Frankfurt a. M.